# На пути к славе
«На пути к славе» (англ. Bound for Glory), также можно встретить перевод «Путь к славе» — американский художественный фильм 1976 года режиссёра Хэла Эшби, свободно интерпретирующая автобиографическую книгу фолк-певца Вуди Гатри, написанную им в 1943 году и описывающую жизнь в качестве хобо во время Великой депрессии. Роль Гатри, предназначавшуюся изначально Тиму Бакли, в итоге сыграл Дэвид Кэррадайн, также в фильме снялись Ронни Кокс, Мелинда Диллон, Гейл Стриклэнд, Джон Лене, Джи-Ту Кумбука и Рэнди Куэйд. Съёмки в основном проходили в городе Окдейле, Калифорния.
«На пути к славе» стал первым фильмом, в котором изобретатель/оператор Гарретт Браун использовал свою новую систему Стедикам для съёмки сцен в движении. В 1977 году главный оператор фильма Хаскелл Уэкслер получил премию «Оскар» в номинации Лучшая операторская работа, а в 1978-м Гарретт Браун и технические сотрудники компании Cinema Products Corp. во главе с Джоном Юргенсом как изобретатели  системы стабилизации съёмочной камеры «Стедикам» были отмечены Оскаром-1978 за научно-технические достижения.
Все главные события и персонажи, кроме Вуди Гатри и его первой жены Мэри, полностью вымышлены. Фильм заканчивается показом Гатри, направляющегося в Нью-Йорк и поющего свою самую известную песню «God Blessed America» (позднее переименованную «This Land Is Your Land»), но, на самом деле, песня была сочинена в 1940 году в Нью-Йорке и выпущена лишь спустя пять лет.

## Сюжет
1936 год. Вудро Уилсон «Вуди» Гатри ведёт скромную жизнь вместе со своей женой Мэри и двумя дочерьми в городе Пампа, штат Техас. Большую часть времени он играет на гитаре и рисует вывески, перебиваясь редкими заработками. После того как на его город сваливается мощная пыльная буря, получившая название Пыльный котёл, он оставляет семью и решает отправиться на заработки в Калифорнию, чтобы потом перевезти их к себе. Путешествуя австостопом, на поезде и пешком он сталкивается с огромным количеством людей, чьи мечты о счастливой жизни в Калифорнии разбиты отсутствием работы, тяжёлыми условиями труда и жестокостью полицейских и местных жителей. В один из лагерей сезонных рабочих, в котором жил Гатри, заехал певец Озарк Бьюл, который своими песнями развлекает людей, а также подбивает их на забастовку против жестоких нанимателей. Озарк предлагает всем рабочим, у которых есть музыкальные инструменты, исполнять песни вместе. Впечатлённый песнями Вуди, он представляет его владельцу радиостанции, на которой выступает. Вуди получает место в эфире, и они вдвоём в свободное от эфиров время колесят по лагерям сезонников и плантациям, подбивая рабочих вступать в профсоюзы. Заработав достаточно денег, Гатри перевозит к себе жену и дочерей.
Спонсорам радиостанции не нравятся протестные песни Гатри, и они запрещают ему исполнять в эфире двусмысленные песни. Несогласный с этим и гордый Гатри бросает работу на радиостанции и принимает предложение вышедшего на него музыкального агента выступать по всей стране на концертных площадках. Мэри закатывает мужу скандал по поводу ухода с работы и отказа от постоянного заработка в пользу жизни странствующего музыканта. Она покидает супруга, забрав детей и не оставив записки.
Музыкальный агент представляет Гатри владельцам одного из отелей. Они впечатлены его исполнением и предлагают ему контракт на шестимесячное выступление, однако обсуждают между собой планы о смене имиджа и коррекции репертуара. Гатри слышит это и, не желая становиться эстрадным певцом, «выступающим перед пьющими мартини и жрущими баранью ногу снобами», уходит. Он забирается на товарный поезд, идущий в Нью-Йорк, и запевает свою самую известную песню «This Land Is Your Land».

## Актёры
| Актёр           | Роль                    |
| --------------- | ----------------------- |
| Дэвид Кэррадайн | Вуди Гатри              |
| Ронни Кокс      | Озарк Бьюл              |
| Мелинда Диллон  | Мэри / «Мемфис Сью»     |
| Гейл Стрикленд  | Паулина                 |
| Джон Лене       | Лок                     |
| Джи-Ту Кумбука  | Слим Снедегер           |
| Рэнди Куэйд     | Лютер Джонсон           |
| Элизабет Мэйси  | доктор Бэннер           |
| Сьюзан Вейлл    | Гвен Гатри              |
| Александра Мок  | Сью Гатри               |
| Кимберли Мок    | Сью Гатри               |
| Берни Копелл    | агент Вуди              |
| Мэри Кей Плейс  | Сью-Энн, девушка в баре |
| Гатри Томас     | Джордж Гатри, брат Вуди |

- Главная роль была предложена певцу Тиму Бакли, но его внезапная смерть 29 июня 1975 года перечеркнула эти планы. Также роль предлагалась кантри-певцу Крису Кристофферсону, который отказался от нее, сочтя, что не вправе играть Вуди Гатри[6][неавторитетный источник].

## Премии «Оскар»
Награды
- 1977: За лучшую операторскую работу
- 1977: За лучшую музыку к фильму

Номинации
- 1977: За лучший фильм
- 1977: За лучший адаптированный сценарий
- 1977: За лучший дизайн костюмов
- 1977: За лучший монтаж